# Bel Powley

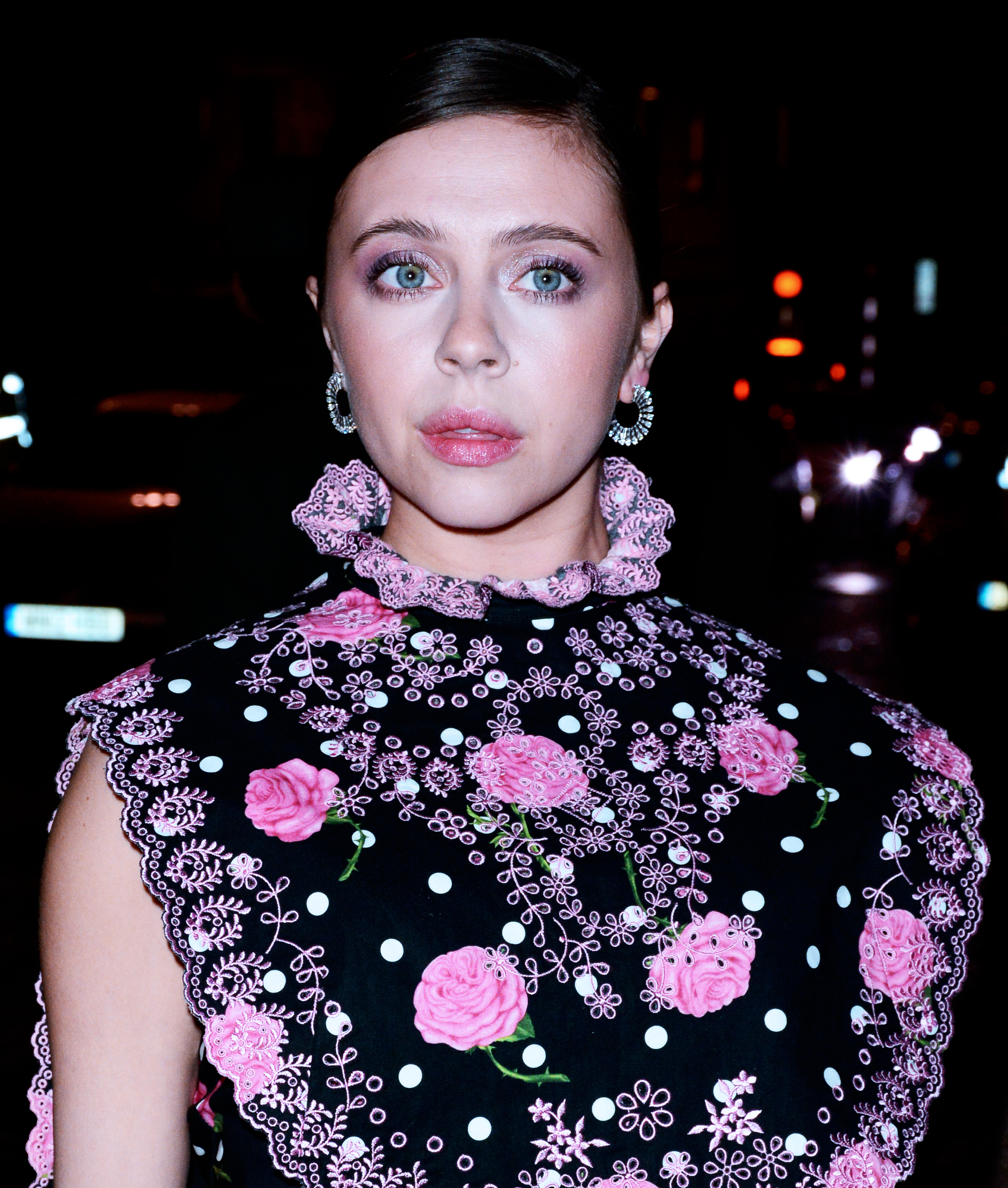
Bel Powley, 2020

Bel Powley (* 7. März 1992 in London als Isobel Dorothy Powley) ist eine britische Schauspielerin in Film, Fernsehen und Theater. Sie spielte in mehreren Kinofilmen, darunter Rollen in Side by Side, The Diary of a Teenage Girl, A Royal Night – Ein königliches Vergnügen oder Wildling.

## Leben und Karriere
Isobel Dorothy Powley begann ihre Schauspielkarriere 2007 als Jugendliche mit Rollen in Fernsehserien wie The Whistleblowers oder M.I.High in der sie in 23 Episoden die Rolle der Daisy Millar verkörperte. In den nachfolgenden Jahren hatte sie weitere Auftritte in Fernsehminiserien wie Klein Dorrit oder Murderland und in den Fernsehfilmen Mid Life Christmas und The Cabin. 2014 sah man sie darüber hinaus in 6 Episoden der Reihe Benidorm.
2013 gab sie ihr Spielfilmdebüt als Hauptdarstellerin in Arthur Landons Familiendrama Side by Side. 2015 spielte sie schließlich an der Seite von Alexander Skarsgård in dem Drama The Diary of a Teenage Girl unter der Regie von Marielle Heller. Noch im gleichen Jahr besetzte sie Regisseur Julian Jarrold für sein Filmdrama A Royal Night – Ein königliches Vergnügen in der Rolle der Prinzessin Margaret neben Schauspielern wie Sarah Gadon, Rupert Everett oder Emily Watson. Im Jahr 2017 sah man sie unter der Regie von Haifaa Al Mansour in der Verfilmung von Mary Shelley. 2018 spielte sie die Hauptrolle in dem Fantasy-Horrorfilm Wildling von Fritz Böhm.
Neben ihrer Laufbahn in Film und Fernsehen verfolgt Bel Powley auch eine Karriere als Theaterschauspielerin. So hat sie seit ihrem Bühnendebüt 2009 am Studiotheater des Royal Court in London in zahlreichen Theaterproduktionen mitgewirkt. Unter anderem spielte sie neben Tom Riley am Broadway in dem Stück Arcadia und in der erfolgreichen West-End-Produktion Jumpy von April de Angelis.
Im Jahr 2016 wurde Powley im Rahmen der Filmfestspiele von Cannes mit der Trophée Chopard ausgezeichnet. Ende Juni 2018 wurde sie ein Mitglied der Academy of Motion Picture Arts and Sciences.

## Filmografie (Auswahl)

### Kino
- 2013: Side by Side
- 2015: A Royal Night – Ein königliches Vergnügen (A Royal Night Out)
- 2015: The Diary of a Teenage Girl
- 2015: Equals – Euch gehört die Zukunft (Equals)
- 2016: To Kill a Man – Kein Weg zurück (Detour)
- 2016: Carrie Pilby
- 2017: Mary Shelley
- 2018: Wildling
- 2018: White Boy Rick
- 2018: Ashes in the Snow
- 2019: Stucco (Kurzfilm)
- 2020: The King of Staten Island
- 2023: Cold Copy
- 2024: Turn Me On

### Fernsehen
- 2007: The Whistleblowers (Fernsehserie, Episode 1x05)
- 2007–2008: M.I.High (Fernsehserie, 23 Episoden)
- 2008: The Bill (Fernsehserie, Episode 24x76)
- 2008: Klein Dorrit (Fernsehminiserie, Episode 1x03)
- 2009: Murderland (Fernsehminiserie, 3 Episoden)
- 2009: Mid Life Christmas (Fernsehfilm)
- 2011: The Cabin (Fernsehfilm)
- 2014: Benidorm (Fernsehserie, 6 Episoden)
- 2018: Informer (Fernsehserie, 6 Episoden)
- 2019–2021: The Morning Show (Fernsehserie, 11 Episoden)
- 2019–2022: Moominvalley (Fernsehserie, Stimme von Little My, 39 Episoden)
- 2022: Everything I Know About Love (Fernsehserie, 7 Episoden)
- 2023: Ein Funken Hoffnung – Anne Franks Helferin (A Small Light, Fernsehserie, 8 Episoden)
- 2024: Masters of the Air (Fernsehminiserie, 3 Episoden)

## Auszeichnungen (Auswahl)
British Independent Film Awards
- 2015: Nominierung als vielversprechendste Newcomerin (A Royal Night – Ein königliches Vergnügen)

British Academy Film Awards
- 2016: Auszeichnung mit dem Rising Star Award als bester Nachwuchsdarsteller

Gotham Award
- 2023: Nominierung in der Kategorie Performance in a New Series (A Small Light)[4]

Internationale Filmfestspiele von Cannes
- 2016: Auszeichnung mit der Trophée Chopard